# 学校法人冬木学園
冬木学園（ふゆきがくえん）は、日本の学校法人。畿央大学、関西中央高等学校、畿央大学付属幼稚園を経営する。理事長は冬木正彦（畿央大学副学長を兼任）。

## 沿革
- 1946年（昭和21年）5月 - 冬木文化服装学院開設。
- 1964年（昭和39年）1月 - 学校法人冬木学園設立。 同年4月 桜井女子高等学校（現・関西中央高等学校）開校。
- 1966年（昭和41年）4月 - 桜井女子短期大学（家政科）を開校。
- 1967年（昭和42年）4月 - 同短期大学に児童教育学科を設置。
- 1979年（昭和54年）4月 - 桜井女子短期大学付属幼稚園開園。
- 1993年（平成05年）4月 - 同短期大学専攻科（生活科学専攻）開設。
- 2003年（平成15年）4月 - 畿央大学（健康科学部）を設置。桜井女子短期大学が畿央大学短期大学部に移行。
- 2006年（平成18年）4月 - 畿央大学に教育学部を設置。（短大部募集停止）
- 2007年（平成19年）3月 - 畿央大学短期大学部廃止。
- 2008年（平成20年）4月 - 畿央大学健康科学部看護医療学科 開設。
- 2009年（平成21年）4月 - 畿央大学大学院健康科学研究科博士後期課程 開設。
- 2012年（平成24年）4月 - 畿央大学助産学専攻科開設、畿央大学現代教育研究所開設。
- 2013年（平成25年）4月 - 畿央大学ニューロリハビリテーション研究センター開設。
- 2014年（平成26年）4月 - 畿央大学大学院教育学研究科修士課程開設。
- 2019年（平成31年）4月 - 畿央大学臨床細胞学別科開設、畿央大学看護実践研究センター開設。

## 建学の理念
『徳をのばす』『知をみがく』『美をつくる』

## 所在地
畿央大学・畿央大学短期大学部
〒635-0832 奈良県北葛城郡広陵町馬見中4-2-2
関西中央高等学校
〒633-0091 奈良県桜井市桜井502
畿央大学付属幼稚園
〒633-0004 奈良県桜井市朝倉台西5丁目1093-321